# Homero Serís

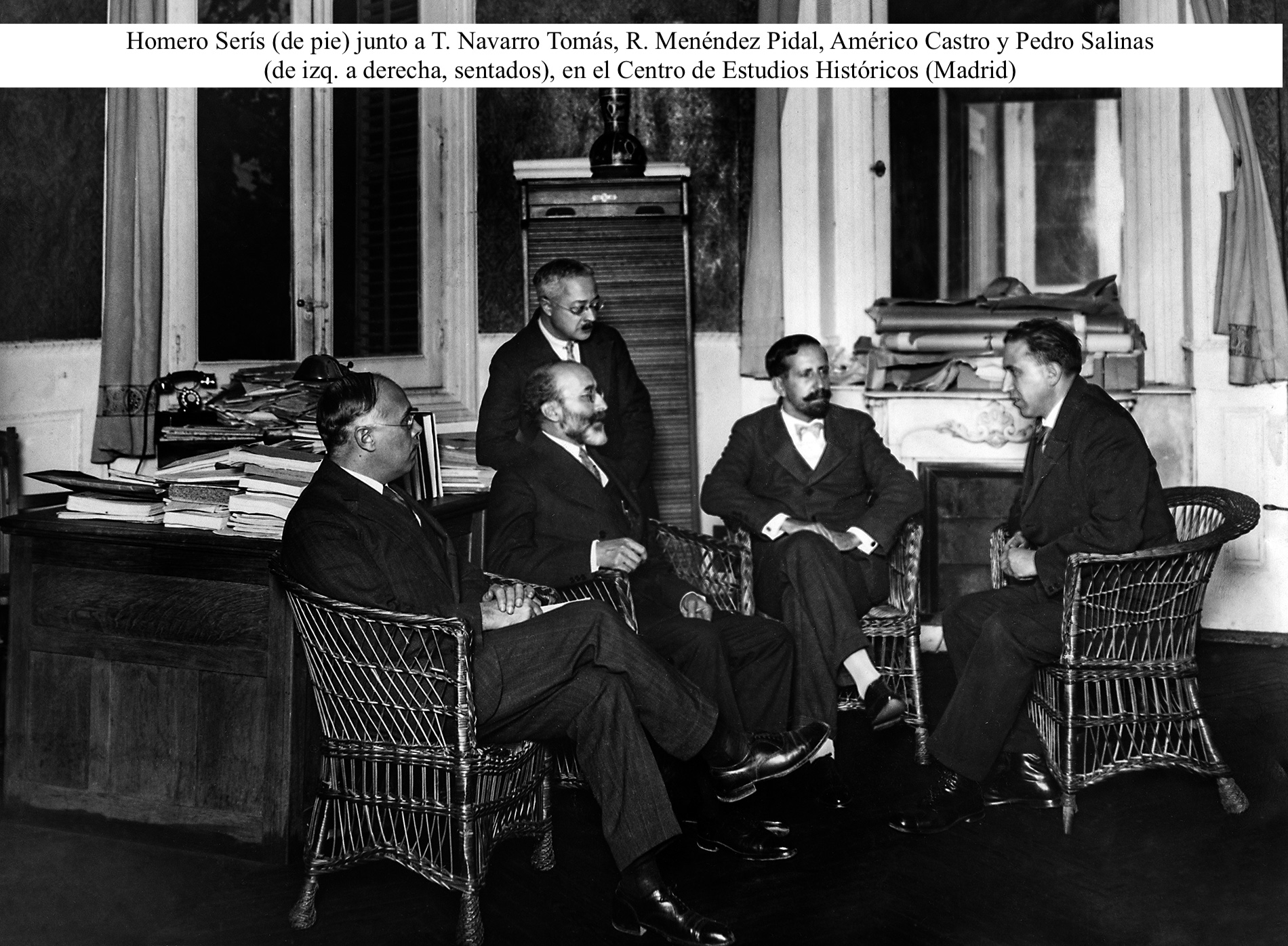
Don Homero Serís acompañado en el Centro de Estudios Históricos (Madrid).

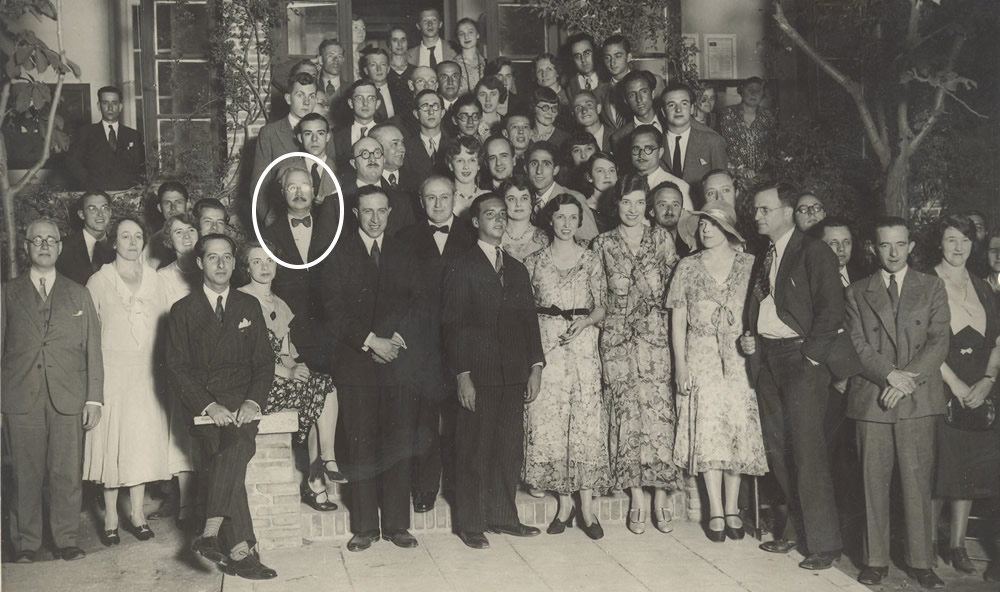
Homero Serís y Pedro Salinas, con un grupo de personas, en el curso 1918-1919 en la Residencia de Estudiantes de Madrid.

Homero Serís de la Torre (Granada, 1879 - Madrid, 1969), bibliógrafo y cervantista español. 

## Biografía
Se doctoró en Filosofía y Letras en 1907. Estuvo vinculado a la Institución Libre de Enseñanza y fue uno de los más destacados discípulos de Ramón Menéndez Pidal y secretario de la Revista de Filología Española; colaboró eficazmente en el Centro de Estudios Históricos.  Amplió estudios en París y Nueva York. Viajó por toda Europa y América. En Francia fue discípulo de los hispanistas Alfred Morel-Fatio y Ernest Martinenche. Se distinguió en la docencia: Liceo de Dijon, Universidad de Illinois, University of North Carolina (1937), en el Brooklyn College (1939-1943), Siracuse University (1943-1944), etcétera. Dirigió y fue secretario del Centro de Estudios Hispánicos de la University of Siracuse. Fue miembro correspondiente de la Hispanic Society y presidente del Centro de Estudios Hispánicos de Nueva York.
Escribió abundantes artículos en Revista de Filología Española, Hispania, Bulletin Hispanique, Revue Hispanique, The University of Miami Hispanic-American Studies, etc. Contribuyó a la crítica literaria con estudios como Una nueva variedad de la edición príncipe del Quijote (1918), Los nuevos galicismos (1923), Comedia de Preteo y Tibaldo (1923) etc. Su obra más importante es el Manual de bibliografía de la literatura española en varios volúmenes.  Otras obras suyas son Ecos del Hudson, 1905 (viajes); Gradualidad de la conciencia, 1907, filosofía; El arte de manejar los libros (La Habana, 1937); Bibliografía de la lingüística española (Bogotá: Instituto Caro y Cuervo, 1964): Guía de nuevos temas de literatura española (Madrid: Castalia, 1973); Nuevo ensayo de una biblioteca española de libros raros y curiosos: formado en presencia de los ejemplares de la Biblioteca de The Hispanic Society of America en Nueva York y de la Ticknor Collection en la Biblioteca Pública de Boston (New York: The Hispanic Society of America, 1964), Diccionario de americanismos; Bibliografía de don Ramón Menéndez Pidal, etc.

## Obras
- Suplemento a la Bibliografía de D. Ramón Menéndez Pidal Madrid, 1931 (Imprenta de la Librería y Casa Editorial Hernando)
- Comedia de Preteo y Tibaldo por Perálvarez de Ayllón y Luis Hurtado de Toledo: estudio comparativo de la edición príncipe Madrid, 1930 (Imprenta de la viuda e hijos de Jaime Ratés)
- La reaparición del "Tirant lo Blanch" de Barcelona de 1497 Madrid: Imprenta de la Librería y Casa Editorial Hernando, 1925
- Sobre una nueva variedad de la edición príncipe del "Quijote" Dijón: [s.n., s.a.] (Imp. R. de Thorey)
- La colección Cervantina de la Sociedad Hispánica de América: (The Hispanic Society of America): ediciones de Don Quijote, con introducción, descripción de nuevas ediciones, anotaciones y nuevos datos bibliográficos Illinois: University of Illinois, 1918, reimpreso en 1920.
- Manual de bibliografía de la literatura española Syracuse (New York): Centro de Estudios Hispánicos, Hall of Languages, 1948
- Bibliografía de la lingüística española Bogotá: Instituto Caro y Cuervo , 1964
- Les Bibliotéques et la Bibliographie en Espagne, en 1934-1935  La Haya: Martinus Nijhoff, 1935 (Imp. Réunies Chambéry)
- Les bibliotheques espagnoles depuis la Republique La Hague : FIAB , 1934
- Crítica de la Bibliografía de Fitzmaurice-Kelly Madrid: Imp. Lib. y Edit. Hernando, 1931
- Estado actual de los estudios sobre Becquer y una nueva carta inédita del poeta Paris: Centre de Recherches de l'Instituto d'Etudes Hispaniques, 1966
- Guía de nuevos temas de literatura española; transcrita, editada y cotejada por D. W. Pheeters. New York: The Hispanic Society of America; Madrid: Castalia, 1973
- Manual de bibliografía de la literatura española Syracuse: Centro de Estudios Hispánicos, 1948, un tomo en dos vols.
- Lope de Vega, La noche de San Juan; edición del centenario con introducción y notas por Homero Serís. Madrid: Librería y Casa Editorial Hernando, 1935
- La nueva bibliografía Madrid: Castalia , 1966
- Sobre una nueva variedad de la edición príncipe del "Quijote" Dijón:  R. de Thurey, 1924.
- Sobre una variedad de la edición príncipe del "Quijote" Bordeaux: Feret & Fils, 1924
- Suplemento a la Bibliografía de D. Ramón Menéndez Pidal Madrid: Hernando, 1931
- Trabajos bibliográficos del Centro de Estudios Históricos de Madrid Roma: Instituto Poligráfico dello Stato, ¿1931?